# Ольденбюттель
Ольденбюттель (нім. Oldenbüttel) — громада в Німеччині, розташована в землі Шлезвіг-Гольштейн, на обох берегах Кільського каналу. Входить до складу району Рендсбург-Екернферде. Складова частина об'єднання громад Міттельгольштайн.
Площа — 7,98 км2. Населення становить 251 ос. (станом на 31 грудня 2020).